# Ctenophora (Ctenophora) flaveolata
Ctenophora (Ctenophora) flaveolata is een tweevleugelige uit de familie langpootmuggen (Tipulidae). De soort komt voor in het Palearctisch gebied.